# Francesco Balducci Pegolotti

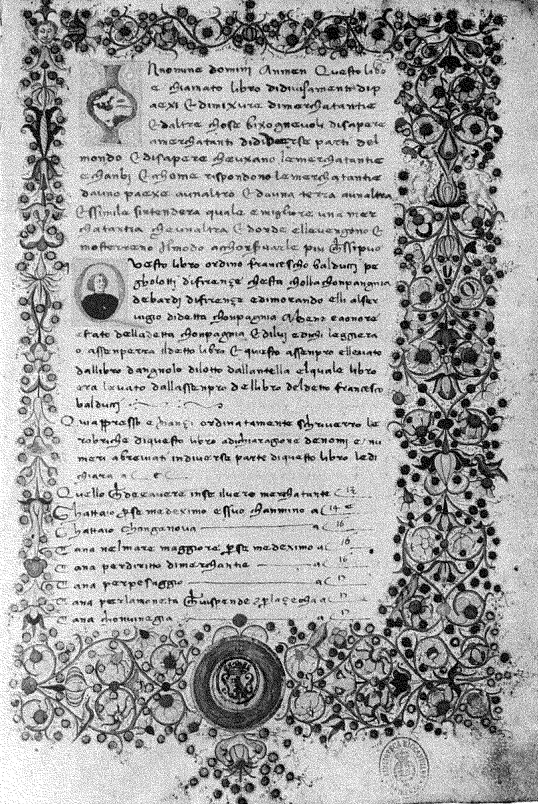
Practica della mercatura; Handschrift Ricc. 2441 der Biblioteca Riccardiana in Florenz, fol. 1r mit dem Titel der Schrift. Die Miniatur in der zweiten Initiale Q soll den Verfasser des Werkes darstellen.

Francesco Balducci Pegolotti, eigentlich Francesco di Balduccio Pegolotti (* um 1290 in Florenz; † nach 1348 ebenda), war ein florentinischer Kaufmann und Politiker, bekannt für sein Werk practica della mercatura (“Praktik des Handels”).

## Leben
Pegolotti war ein Geschäftsmann, der zwischen 1317 und 1321 die Londoner Niederlassung der Florentiner Privatbank Compagnia dei Bardi leitete.
Zwar ließ er am 5. Mai 1347 sein Testament errichten, wohl wegen der Gefahren durch die Pest, aber 1348 ist er noch als Mitarbeiter der Firma Alberti belegt. Verstorben ist er vermutlich 1349, in den Urkunden zur Reglung des Nachlasses werden seine Frau Tessa und sein noch minderjähriger Sohn Pegolotto genannt. Einer der Nachlassverwalter war der Franziskaner Bernardo de‘ Pegolotti, wohl ein Verwandter, dessen Konvent mit insgesamt 50 Goldflorin bedacht wurde.

## Werk
Zwischen 1335 und 1343 verfasste er das Buch der Beschreibungen der Länder und der in der Wirtschaft angewandten Maßnahmen (italienisch: Libro di divisamenti di paesi e di misure di mercatanzie e d‘altre cose bisognevoli di sapere a mercatanti), allgemein bekannt als Die Praktik des Handels (practica della mercatura).
Beginnend mit einem Glossar italienischer und ausländischer Begriffe, die damals im Handel verwendet wurden, beschreibt die Practica della mercatura fast alle großen Handelsstädte, die den italienischen Händlern damals bekannt waren, die Importe und Exporte der verschiedenen Regionen, die in jeder dieser Regionen vorherrschenden Geschäftsgepflogenheiten und den Vergleichswert von Münzen, Gewichten und Maßen. Er nennt 288 gehandelte Produkte, von Anis bis Zinn, und berechnet genau die Transportkosten für einen Sack Wolle von London nach Aigues-Mortes. Die am weitesten entfernte Handelsroute, die von Pegolotti beschrieben wird, ist die Reise nach Gattaio von Asow über Astrachan, Chiwa, Otrar und Kulja nach Peking. Er beschreibt auch die Route von Ajas an der kilikischen Küste der Türkei über Sivas, Erzingan und Erzurum nach Täbris in Persien.